# Sébastien Remy
Pour les articles homonymes, voir Sébastien Rémy et Remy (homonymie).
Sébastien Joseph Remy, né le 2 février 1854 à Schirmeck (Bas-Rhin) et mort le 21 mars 1944 à Nancy (Meurthe-et-Moselle), est un médecin et obstétricien français, professeur à la faculté de médecine de Nancy, conseiller municipal de la ville de Nancy.

## Biographie
Né le 2 février 1854 à Schirmeck dans le Bas-Rhin, petit-fils de Jean Joseph Remy (1775-1847)  (maire de La Broque), il fait partie des nombreux Alsaciens-Lorrains réfugiés à Nancy lors de la guerre de 1870. Il meurt le 21 mars 1944 à Nancy Meurthe-et-Moselle, où il était domicilié au quarante deux rue des Quatre-Églises.
Sébastien Remy épouse Marie Gabrielle Triboulot le 25 juillet 1882 à Rambervillers (Vosges) dont il aura 6 enfants (2 garçons et 4 filles). Les deux garçons furent à leur tour appréciés comme médecins : le Dr André Remy à Nancy, le Dr Jean Remy à Rambervillers.
Le professeur Sébastien Remy a  été conseiller municipal de Nancy (7/7/1904 - 18/5/1912) sur la liste Républicaine, Libérale et Progressiste, aux côtés  de Ludovic Beauchet (1855-1914), professeur de droit à l'université de Nancy puis maire de Nancy.

## Travaux
Il fut nommé chef de clinique obstétricale en 1882, puis agrégé d'accouchements en 1886.
Il est l'auteur de ses nombreuses communications à la Société de médecine, étudiant tout particulièrement les complications médicales de la gravido-puerpéralité : accidents gravido-cardiaques, tuberculose, éclampsie, métrite post-puerpérale ; il a décrit « le petit retour de couches » vers la troisième semaine du post-partum .
L'antisepsie lors des accouchements a été l'objet de recherches et de nombreuses publications du professeur Remy à Nancy.
Chef de clinique obstétricale dès 1882, agrégé d'accouchements en 1886, il publia en 1893 un précis de médecine opératoire obstétricale et en 1896, il écrivit un travail original intitulé : Antisepsie et sages-femmes , qui demeure une référence dans la lutte contre la mortalité maternelle et infantile.

## Titres et distinctions
- Lauréat de la faculté de médecine de Nancy en 1875.
- Docteur en médecine  en 1880 avec une thèse sur l'influence de la grossesse sur la marche des maladies de cœur.
- Professeur agrégé d'obstétrique à la faculté de médecine de l'université de Nancy (1886)[9]

Il a obtenu la distinction papale de chevalier de l'ordre de Saint-Grégoire en date du 14 avril 1930.

## Œuvres et publications
- De l'influence de la grossesse sur la marche des maladies du cœur, [thèse de médecine], Impr. G. Crépin-Leblond (Nancy) , 1880.
- De la grossesse compliquée de kyste ovarique, [thèse d'agrégation], J.B. Baillière et fils (Paris), 1886.
- « Antéversion et antéflexion de l'utérus durant le travail; période d'expulsion », in: Revue médicale de l'Est (Nancy), 1887.
- « Contribution à l'étude de l'influence de la grossesse sur les maladies du cœur »,in: Revue médicale de l'Est (Nancy), 1888, p. 169.
- Grossesse et maladies du cœur, impr. de Berger-Levrault (Nancy), 1892.
- Précis de médecine opératoire obstétricale , J.-B. Baillière et fils (Paris), 1893, VIII, 460 p.lire en ligne sur Gallica
- « Antisepsie et Sages-Femmes », in : Bulletin de la Société de médecine de Nancy, et Revue médicale de l'Est, 1896, 193 p.
- Médecine opératoire obstétricale : cours pratique fait à la Faculté de médecine de Nancy, V. Husson-Lemoine (Nancy), [1893].